# Django Django
I Django Django sono un gruppo musicale rock britannico formatosi nel 2009 a Londra.

## Storia del gruppo
Il gruppo si è formato come quartetto composto da David Maclean (fratello di John, ex The Beta Band), Tommy Grace, Jimmy Dixon e Vincent Neff.
Nel gennaio 2012 la Because Music ha pubblicato l'eponimo album di debutto della band, contenente i singoli Waveforms e Default. Il disco ha ottenuto anche la candidatura al Mercury Prize 2012.
Nel maggio 2015 è uscito il secondo album Born Under Saturn.
Tre anni più tardi la band londinese ha pubblicato il terzo disco in studio, Marble Skies, sempre per la Because Music. Il disco non ha riscosso un grande successo di critica, che l'ha accolto con recensioni di tiepido entusiasmo. 
Nel 2021 la band inglese incide Glowing in the Dark, quarto lavoro che prosegue nel percorso artistico ma proponendo un disco sicuramente più a fuoco del precedente e con più idee. 

## Formazione
- David Maclean - batteria, produzione
- Vincent Neff - voce, chitarra
- Jimmy Dixon - basso, voce
- Tommy Grace - sintetizzatore

## Discografia
Album
- 2012 - Django Django
- 2015 - Born Under Saturn
- 2018 - Marble Skies
- 2021 - Glowing in the Dark
- 2023 - Off Planet

Remix
- 2012 - Hi Djinx! Django Django Remixed

Singoli
- 2009 - Storm/Love's Dart
- 2010 - WOR
- 2011 - Waveforms
- 2012 - Default
- 2012 - Hail Bop
- 2012 - Storm
- 2015 - First Light
- 2015 - Reflections
- 2015 - Beginning to Fade
- 2015 - Shake and Tremble
- 2017 - Tic Tac Toe